# ويندي لي
ويندي لي (Wendee Lee) هي مؤدية أصوات أمريكية ولدت في 20 فبراير 1960 في لوس أنجيليس، كاليفورنيا.

## أدوارها في الأنمي

### مسلسلات أنمي تلفزيونية
- كاوبوي بيباب - فاي فالنتاين
- ساموراي تشامبلو - هوتارو
- بليتش - تاتسكي أريساوا، يورويتشي شيهوين، أورورو تسوموغيا، مينولي
- كآبة هاروهي سوزوميا - هاروهي سوزوميا
- لاكي ستار - كوناتا إيزومي
- X - كارين كاسومي
- روروني كينشين - ميوجين ياهيكو, كوماغاتا يومي
- ذا بيغ أو - إنجل
- المحارب الكوني - ميتيل
- أبطال الديجيتال الجزء الأول - وسيم
- أبطال الديجيتال الجزء الثالث - نانا
- لاف هينا - كاولا سو
- ميجامان ستار فورس - سونيا
- AVENGER - فيستا
- تشوبيتس - تاكاكو شيميزو
- غاد غارد - هاجيكي سانادا (أيام الطفولة)
- كيكايشي - أيانو
- أوتلو ستار - سوزوكا
- الإكسورسيست الأزرق - شورا كيريغاكوري، رين أوكومورا (أيام الطفولة)
- أرك ذا لاد - كوكورو
- فيت/زيرو - ناتاليا كامينسكي
- بيرسونا 4 ذي أنيميشن - تشيهيرو فوشيمي، سايوكو أويهارا
- غريت تيتشر أونيزوكا - أزوسا فويوتسوكي، ريوكو ساكوراي

### أفلام أنمي
- فيلم بليتش: ميموريز أوف نوبودي - يورويتشي شيهوين، بينين
- فيلم بليتش: ذا داياموند داست ريبيليون, هيورينمارو آخر - يورويتشي شيهوين
- فيلم بليتش: فيد تو بلاك, أنادي اسمك - يورويتشي شيهوين، أورورو تسوموغي
- فيلم بليتش: فصل الجحيم - تاتسكي أريساوا
- اختفاء هاروهي سوزوميا - هاروهي سوزوميا
- النفي من الفردوس - أنجيلا بالزاك

## أدوارها في الرسوم المتحركة
- ميغاس - كيفا

## أدوارها في ألعاب الفيديو
- بيرسونا 4 - تشيهيرو فوشيمي
- بيرسونا 4 غولدن - تشيهيرو فوشيمي
- بيرسونا 4 أرينا - فوكا ياماغيشي
- تيلز أوف ليجنديا - هارييت كامبل، إيزابيلا
- تيلز أوف ذي ابيس - نيفري
- تيلز أوف سيمفونيا: دون أوف ذا نيو وورلد - أكوا
- تيلز أوف فيسبيريا - نان، ويتشر
- تيلز أوف غريسز - ريتشارد (أيام الطفولة)
- تيلز أوف إكسيليا - إيلين ماثيس
- دانغانرونبا 2: غودباي ديسبير - أكاني أواري
- دانغانرونبا V3: كيلينغ هارموني - ميو إيروما

## وصلات خارجية
- ويندي لي على موقع IMDb (الإنجليزية)
- ويندي لي على موقع ألو سيني (الفرنسية)
- ويندي لي على موقع أول موفي (الإنجليزية)
- ويندي لي على موقع قاعدة بيانات الفيلم (الإنجليزية)
- ويندي لي على موقع كينوبويسك (الروسية)
- ويندي لي على موقع ANN person (الإنجليزية)